# Смаржова, Петра
Петра Смаржова (словац. Petra Smaržová, родилась 4 июня 1990) — словацкая паралимпийская горнолыжница, бронзовый призёр зимних Паралимпийских игр 2010 и 2014 годов.

## Биография
Родилась без левой руки. Класс паралимпийского спорта — LW6/8-2. Для поддержания здоровья с трёх лет занималась катанием на лыжах в Зиарской долине по советам отца. Тренеры — Петер Матяшко и Бранислав Мазгут. Дебютировала на этапе Кубка мира 2002 года в австрийском Абтенау. В Ванкувере стала бронзовым призёром Паралимпиады в гигантском слаломе стоя, в 2011 году на чемпионате мира в итальянском Сестриере завоевала две серебряные медали в гигантском слаломе и обычном слаломе. В 2014 году завоевала бронзовую медаль на Паралимпиаде в Сочи в слаломе: по словам Петры, ранее её достаточно долго преследовали неудачи на международных турнирах.
В 2018 году Петра выступила на Паралимпиаде в Пхенчхане, но наград не увезла: 5-е место в обычном и гигантском слаломе и 6-е место в суперкомбинации. В январе того же года на этапе Кубка мира в Загребе заняла 3-е место в слаломе (второй заезд).
Окончила Жилинский университет по специальности «Строительство». Говорит на словацком, английском и немецком языках. Девиз по жизни — «Делай то, что приносит тебе счастье».